# 日坂宿

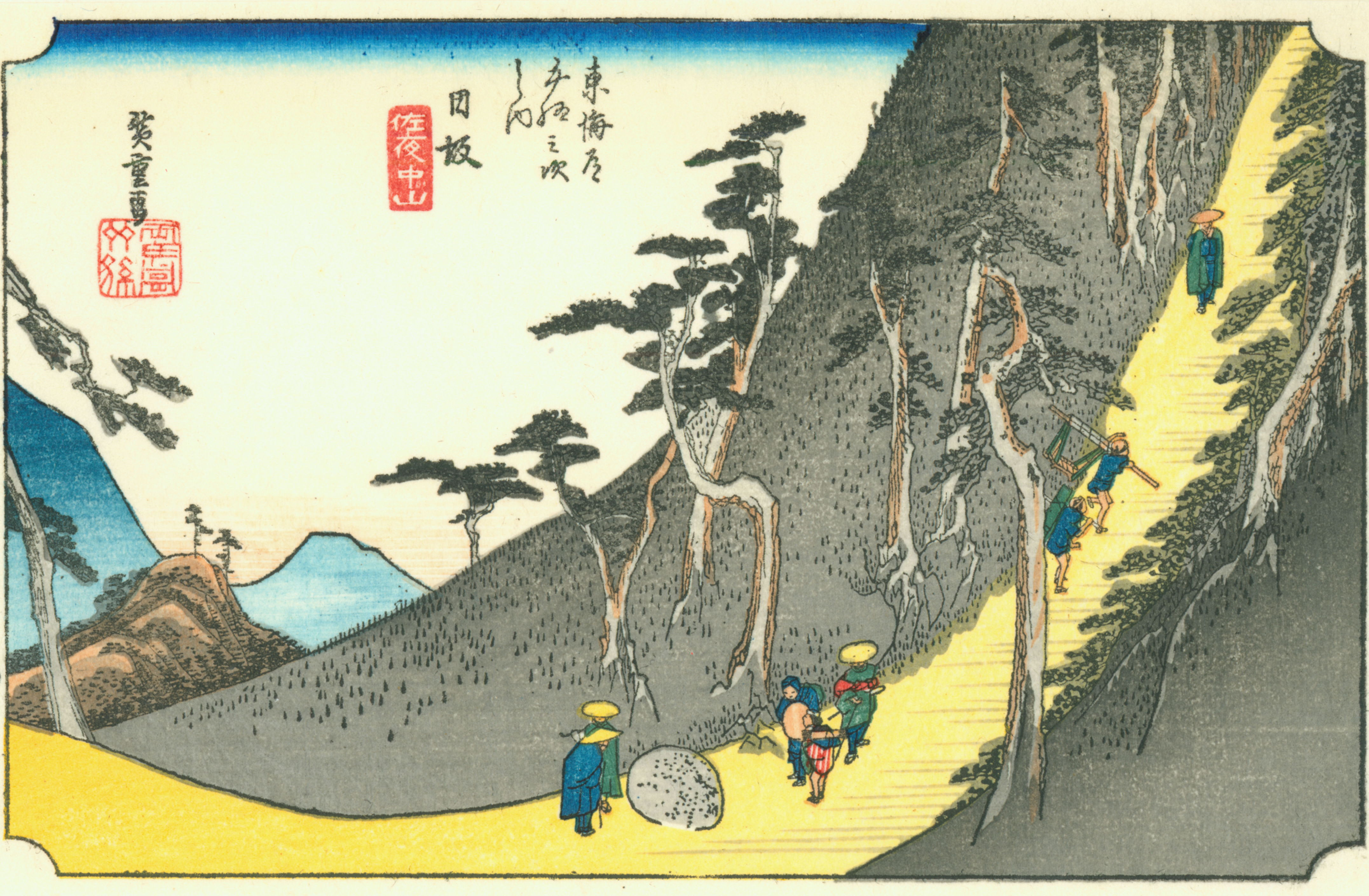
歌川広重「東海道五十三次・日坂」

日坂宿（にっさかしゅく、にっさかじゅく） は、東海道五十三次の25番目の宿場である。

## 概要
現在の静岡県掛川市日坂に当たり、東海道の三大難所（峠）の一つとされる小夜の中山の西麓に位置する。
宿場の西の入口には、事任八幡宮を擁する。古くは入坂、西坂、新坂など様々な字で記されており、大井川の畔の金谷宿と、塩の道と交差し城下町でもある掛川宿との間にあって、規模も小さかったが、江戸時代に入って正式に五十三次に加えられて整備され、字も日坂に統一された。
明治時代に入り、東海道本線が小夜の中山を迂回するためにこの宿場を通らず建設されたため、衰退を余儀なくされたが、戦後国道1号線は小夜の中山の北側の沢を開削する新ルートを拓き、この宿場の南東を迂回するように整備された。
1955年、小笠郡日坂村が掛川市に合併し、それ以降は掛川市の大字となり現在に至っている。

## 歴史

### 中世
遠江国佐野郡のうち、戦国期にはすでに存在したとみられる。
「経覚私要紗」応仁2年上の京都より鎌倉までの宿次第の中に、懸河宿の次に「西坂」とあるのが初見。ついで「宗長手記」の応永6年2月21日条に「廿一日、山をこゆ･････きく河といふ河も、此山の中なり、･････此山なかばこえて、日坂といふ」とあり連歌師柴屋軒宗長が金谷から小夜の中山を超えて掛川に至る途中、当地を通過している。「東国紀行」にも「佐夜の中山も近し、日坂という茶屋にやすみて」とあり、「言継卿記」にも山科言継が日坂を通過したことが記されており、当地が東海道の交通の要所であったことがうかがわれる。
その後永禄12年、徳川家康は遠江国に侵入し武田氏との抗争に及ぶが、その際、遠江国の領主朝比奈十左衛門尉らは家康に属し、永禄12年1月28日の徳川家康充行状、（朝比奈文書/家康文書上）により、旧領の代わりに当地以下を新たに充行われている。また同状により当地は、それ以前は今川氏の臣鶴見佐渡守の所領であったこともわかる。天正末年、徳川家康は領国支配を強化するために各地に七ヶ条定書を発するが、当地に対しても天正17年7月7日付定書が書かれている。

### 近世
はじめ山内氏領、のち幕府領。村高は、文禄2年の検知では日坂村としてみえ106石余、「元禄高帳」137石余、「天保卿帳」241石余、「旧高旧領」は日坂祝137石余、ほかに新坂村として72石余（源平衛・鴨方・影森・宮・大向・池下村の日坂八幡宮の合計）。東海道五十三次のひとつで、東の金谷宿へ1里24町、西の掛川宿へ1里29町・伝馬役は慶長6年36件が定められ、寛永13年新伝馬人24軒、同20年さらに16件が伝馬屋敷となった。この時、古宮町も16件が伝馬屋敷となった。宿の町並みは東西6町半。宿の東を上町（本町）、西を下町といい、古宮橋から以西を古宮町という。
天保14年の家数168・人数750。本陣・脇本陣は本町に1か所あり、宿役人は問屋1・年寄4・請払2・帳付5・馬指3・人足割3・同下役6が置かれた。常備人馬は100人・100疋。うち定囲い人馬は5人・5疋、臨時囲い人馬は25人・15疋。高札場は下町に1か所ある。
正徳元年の人馬賃銭の定めでは、金谷宿まで荷物1駄145文・乗掛荷人とも145文・軽尻馬1疋94文・一足1人71文、掛川宿まで荷物1駄94文・乗掛荷人とも94文・軽尻馬1疋61文・一足1人47文。天保17年、駄賃・一足賃銭とも約5割増しとなる（東海道宿村大概帳）。助郷は佐野郡15か村、城東郡14か村、榛原郡1か村の30か村、高1万2,968石余であったが、安永5諸年村困窮につき3,928石を免じ、この分城東郡13カ村を加えて43か村となった。その後城東郡金谷・岩井寺領村が免除され、代わって同郡棚草村以下7か村が加えられて48か村となった。
宿の名物は蕨餅（わらびもち）で林羅山の「丙辰紀行」にもその名がみられる。
河内国（現大阪府）の出身で当宿に30数年往来した戯作者栗杖亭鬼卵（大須賀鬼卵）の「東海道人物志」には、当宿内の文化人として26人の名があげられている。社等は若宮八幡・金山社・曹洞宗常現寺・浄土真宗法讃寺。明治元年駿府藩領（同2年静岡藩と改称）、同4年に静岡県、浜松県を経て同9年にふたたび静岡県に所属。
明治維新後、東海道の交通量が増加したため、明治12年難所であった小夜の中山に新道建設が計画され、翌13年に日坂-金谷間6.6キロの中山新道が完成。明治22年国鉄東海道本線の開通により、宿としての機能は衰退した。明治6年日坂学校創立。

### 近代
1889年（明治22年）からは日坂宿・大野村・佐夜鹿村が合併して日坂村として佐野郡に所属。日坂宿は大字日坂となる。東山村との組合役場を大字日坂に設置。1896年（明治29年）から小笠郡に所属。1901年（明治34年）組合を解消し、日坂村役場となる。1889年の田56町9反余、畑70町2反余。同年日坂尋常小学校開校。1891年（明治24年）の戸数296、人口1,661、厩6。1913年（大正2年）に主要農産物は米977石・麦426石。茶1万2,780貫、繭8国・葛布2万2,426反など。
1910年（明治43年）に掛川・日坂間に乗合馬車が開業、1925年（大正14年）に乗合自動車に変更。1931年（昭和6年）車馬通行の便を図って東海道に日坂トンネルが開通した。
世帯・人口は1920年（大正9年）の308・1,687、1950年（昭和25年）373・2,115。1955年（昭和30年）に掛川市に合併。各大字は同市の大字として存続。

## 史跡・みどころ
- 事任八幡宮
- 旅籠「川坂屋」
- 旅籠「萬屋」
- 旅籠「本陣跡」
- 旅籠「池田屋(旧末広亭、市川初二郎生家)」
- 高札場 - 正徳年間に設けられた。1873年（明治6年）に撤去されたが、現在は「東海道宿村大概帳」の記録に基づいて、天保年間の高札8枚（親子高札、毒薬高札、切支丹高札、火付高札、徒党高札、駄賃高札、伝馬高札、駄賃増高札）が復元されている。

## 最寄り駅
- JR東海道本線 菊川駅から車で15分
- JR東海道新幹線（東海道本線・天竜浜名湖鉄道）掛川駅から掛川バスサービス東山線で約20分、日坂バス停下車

## 隣の宿
東海道
金谷宿 - 日坂宿 - 掛川宿